# Chorizococcus cardosoi
Chorizococcus cardosoi är en insektsart som beskrevs av Williams och Granara de Willink 1992. Chorizococcus cardosoi ingår i släktet Chorizococcus och familjen ullsköldlöss. Inga underarter finns listade i Catalogue of Life.